# Zimandu Nou
Zimandu Nou (węg. Zimándújfalu)– wieś w Rumunii, w okręgu Arad, w gminie Zimandu Nou. W 2011 roku liczyła 1575 mieszkańców. 